# Blossia ebneri
Blossia ebneri es una especie de arácnido  del orden Solifugae de la familia Daesiidae.

## Distribución geográfica
Se encuentra en Marruecos.